# Sint-Nicolaasparochie (Amsterdam)
De Sint-Nicolaasparochie is een katholieke parochie in de Amsterdamse binnenstad. Het is één parochie met zes kerkgebouwen en geloofsgemeenschappen:
- de Co-kathedrale basiliek van de Heilige Nicolaas;[noot 1]
- de H. Jozefkerk (de Papegaai), tot 2021 HH. Petrus en Pauluskerk genoemd;[noot 2][1]
- de Sint-Franciscus Xaveriuskerk (de Krijtberg);
- de Begijnhofkapel;
- de Onze-Lieve-Vrouwekerk;
- de H. Antonius van Padua (Mozes en Aäronkerk).

De laatste vier zijn zogeheten rectoraatskerken. Deze worden bestuurd door een religieuze orde, congregatie of gemeenschap, en worden geleid door een rector. De Krijtberg aan het Singel wordt bestuurd door jezuïeten, de Begijnhofkapel op het Begijnhof door sacramentijnen, de Onze Lieve Vrouwekerk aan de Keizersgracht door het Opus Dei, en de Mozes en Aäronkerk aan het Waterlooplein door de Gemeenschap van Sant'Egidio. 
De parochie is gewijd aan Sint-Nicolaas die tevens de patroonheilige van Amsterdam is.

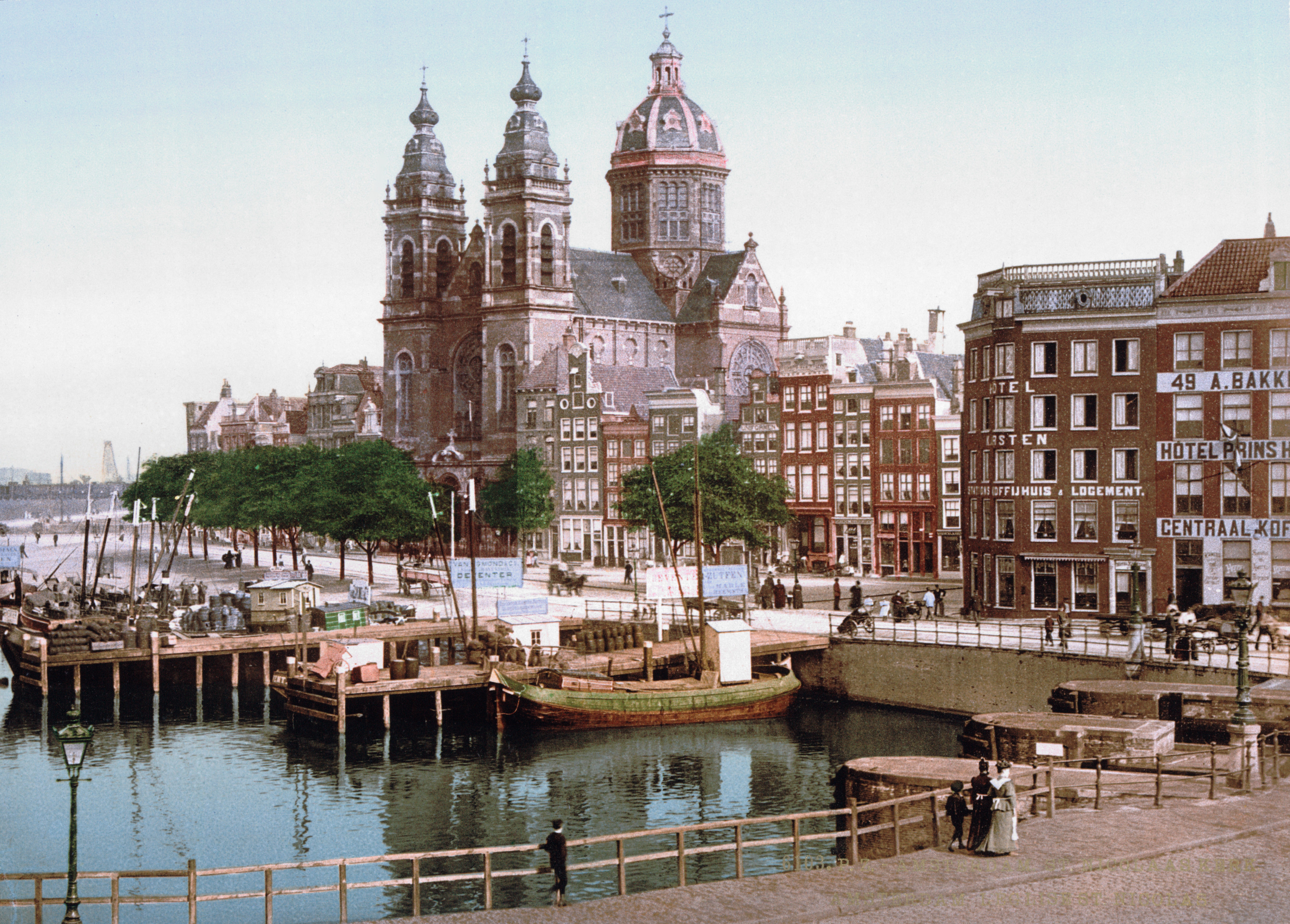
Co-kathedrale basiliek van de Heilige Nicolaas.
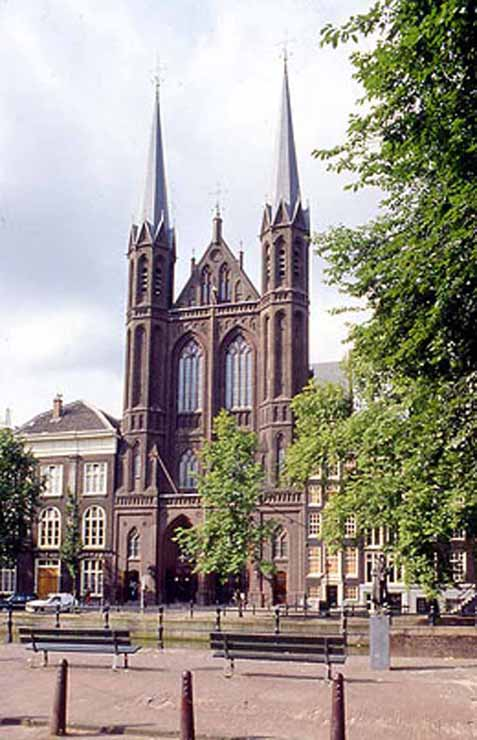
De Krijtberg.
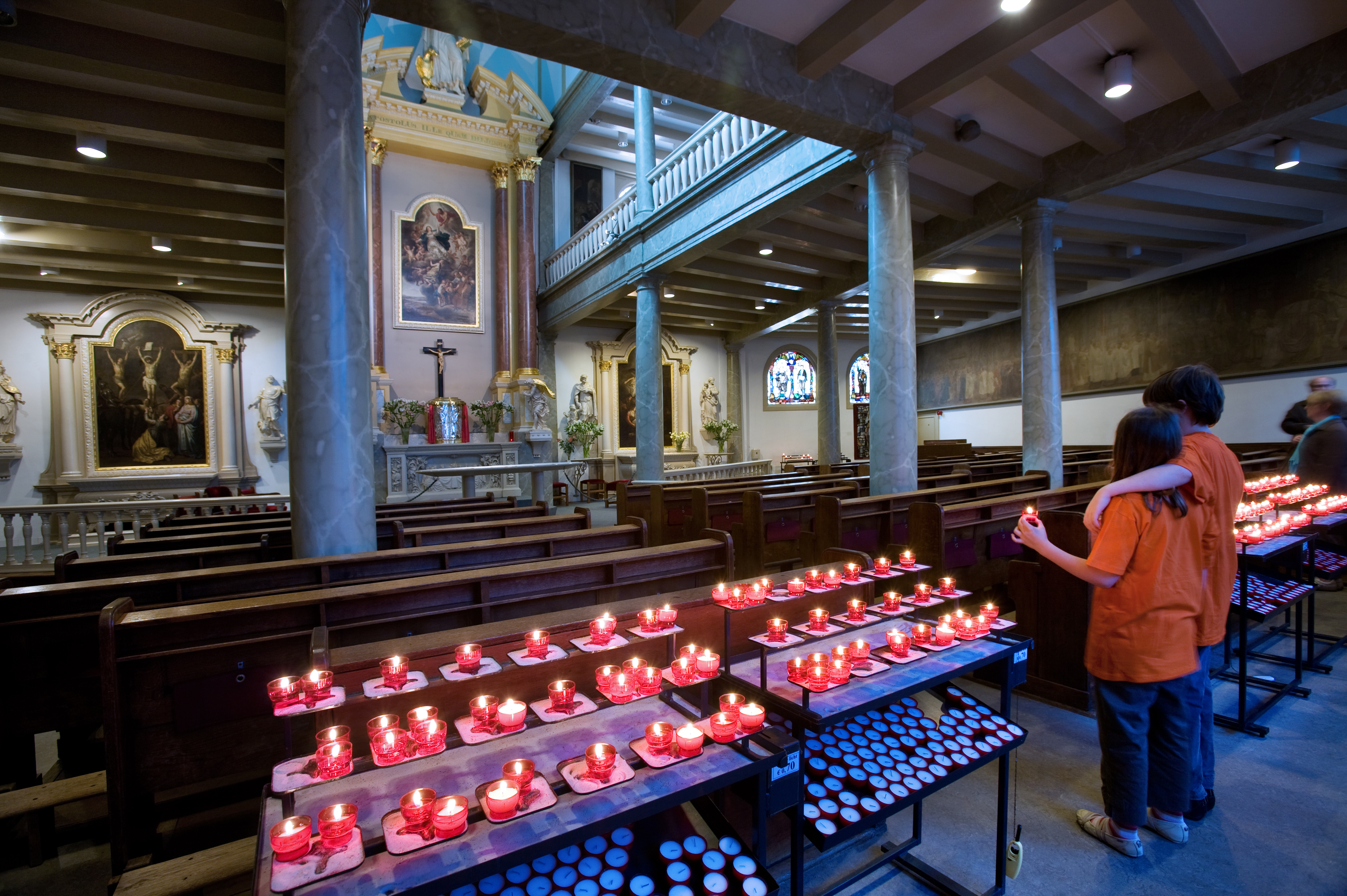
De Begijnhofkapel.
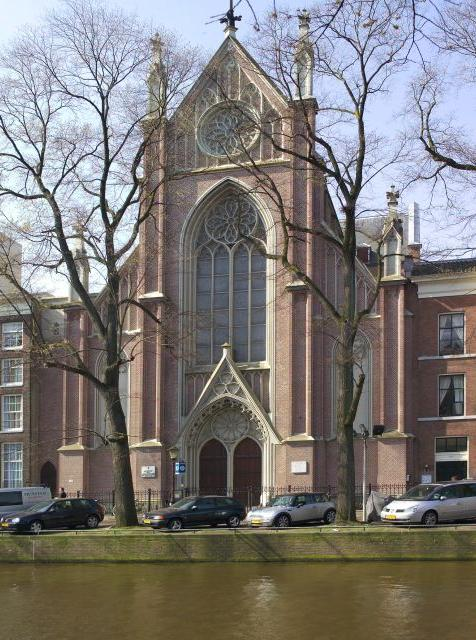
De Onze-Lieve-Vrouwekerk.
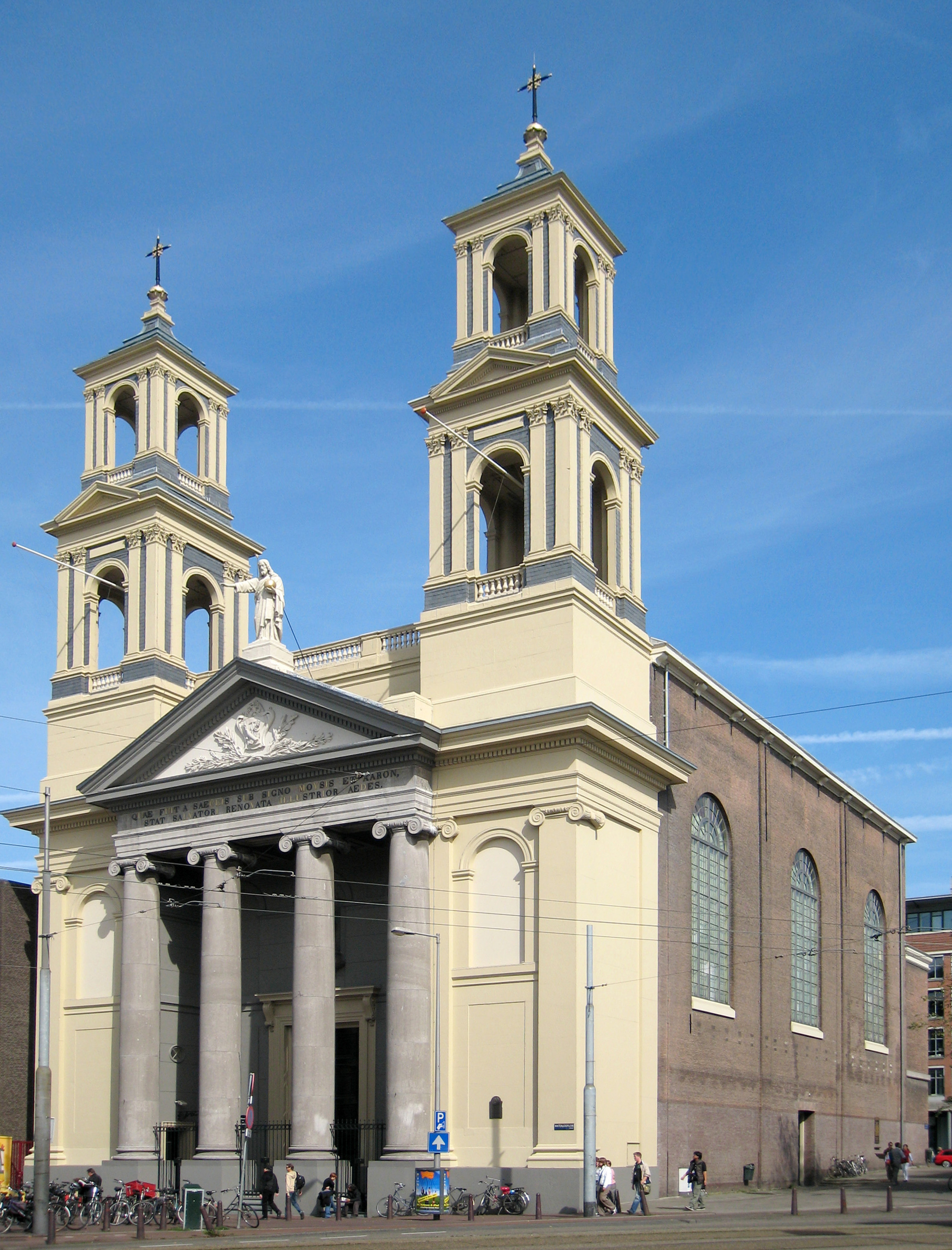
Mozes en Aäronkerk